# Carlos José Castilho
Carlos José Castilho, né le 27 novembre 1927 à Rio de Janeiro et mort le 2 février 1987 dans la même ville, est un footballeur international brésilien évoluant au poste de gardien de but.

## Biographie
Castilho évolue au sein de deux clubs brésiliens : l'Olaria Atlético Clube de 1945 à 1947 et au Fluminense Football Club de 1947 à 1965 où il est le joueur le plus capé de l'histoire du célèbre club carioca.
Il est sélectionné en équipe du Brésil de football où il joue vingt-cinq matchs, inscrivant même un but contre le Paraguay en 1950.

## Palmarès
Avec l'équipe du Brésil de football
- Vainqueur de la Coupe du monde de football de 1958 et de la Coupe du monde de football de 1962 et finaliste de la coupe du monde 1950.
- Vainqueur de la Copa América 1949.
- Vainqueur de la Copa Roca en 1957.
- Vainqueur de la Taça Oswaldo Cruz (pt) en 1950 et 1962.
- Vainqueur de la Taça Bernardo O'Higgins en 1955.

Avec le Fluminense Football Club
- Vainqueur du Championnat de Rio de Janeiro de football en 1951, 1969 et 1964.
- Vainqueur du Tournoi Rio-São Paulo de football en 1957 et 1960.